# Austroaeschna sigma
Austroaeschna sigma là loài chuồn chuồn trong họ Aeshnidae. Loài này được Theischinger mô tả khoa học đầu tiên năm 1982.